# Michael Crawford (cầu thủ bóng đá)
Michael Crawford (sinh ngày 5 tháng 2 năm 1979) là một cầu thủ bóng đá, thi đấu cho Stratford Town của Midland Football Alliance, nơi ông thi đấu ở vị trí hậu vệ hoặc tiền vệ.